# Angelochóri (Thessalonique)
Angelochóri, en grec moderne : Αγγελοχώρι, est un village du dème de Thermaïkós, district régional de Thessalonique, en Macédoine-Centrale, Grèce.
Selon le recensement de 2011, la population du village compte 1 178 habitants.